# Turdus fulviventris
Turdus fulviventris là một loài chim trong họ Turdidae.